# Cinclidotus vardaranus
Cinclidotus vardaranus là một loài rêu trong họ Cinclidotaceae. Loài này được Erdağ & Kürschner mô tả khoa học đầu tiên năm 2009.